# Космос-3
Космос-3 — советский научно-исследовательский спутник серии космических аппаратов «Космос». КА типа «2МС» (сер. № 1) разработан в РКК «Энергия» и предназначен для исследования полярных сияний. Был запущен 24 апреля 1962 с космодрома Капустин Яр со стартового комплекса «Маяк-2» ракетой-носителем «Космос 63С1».

## Первоначальные орбитальные данные спутника
- Перигей (км) — 229 км
- Апогей (км) — 720 км
- Период обращения вокруг Земли — 93,8 минуты
- Угол наклона плоскости орбиты к плоскости экватора Земли — 48°59’

## Аппаратура, установленная на спутнике
Спутник имел аппаратуру для исследования частиц малых энергий.